# Los Angeles County Fire Department

Sigill.

Los Angeles County Fire Department (förkortning: LACoFD) är en lokal myndighet på countynivå i Los Angeles County i Kalifornien, USA med ansvar för brandförsvar och annan räddningstjänst. Dess ansvarsområde omfattar de obebyggda delarna av countyt, i 59 städer på kontraktsbasis (dock inte staden Los Angeles som har sitt eget Los Angeles Fire Department), samt för staden La Habra i Orange County.

## Bakgrund och verksamhet
Los Angeles County Fire Department bildades 1923 och fokuset från början var att motverka gräs- och skogsbränder: 1957 var de även först i världen med att använda helikoptrar i bekämpning av dessa. Från 1960-talet var de även pionjärer inom ambulanssjukvård. Sedan 1994 ingår badvakterna i Los Angeles County Lifeguards som en särskild avdelning i LACoFD.
Countyts brandförsvaret och räddningstjänst styrs av en professionell brandchef som leder en styrka på 4 700 anställda och förfogar en budget för 2020/2021 på 1,379 miljarder amerikanska dollar. Denne är utnämnd av och lyder under Los Angeles County Board of Supervisors, som är det kollektiva organ på 5 folkvalda ledamöter som styr hela countyt.

## Galleri

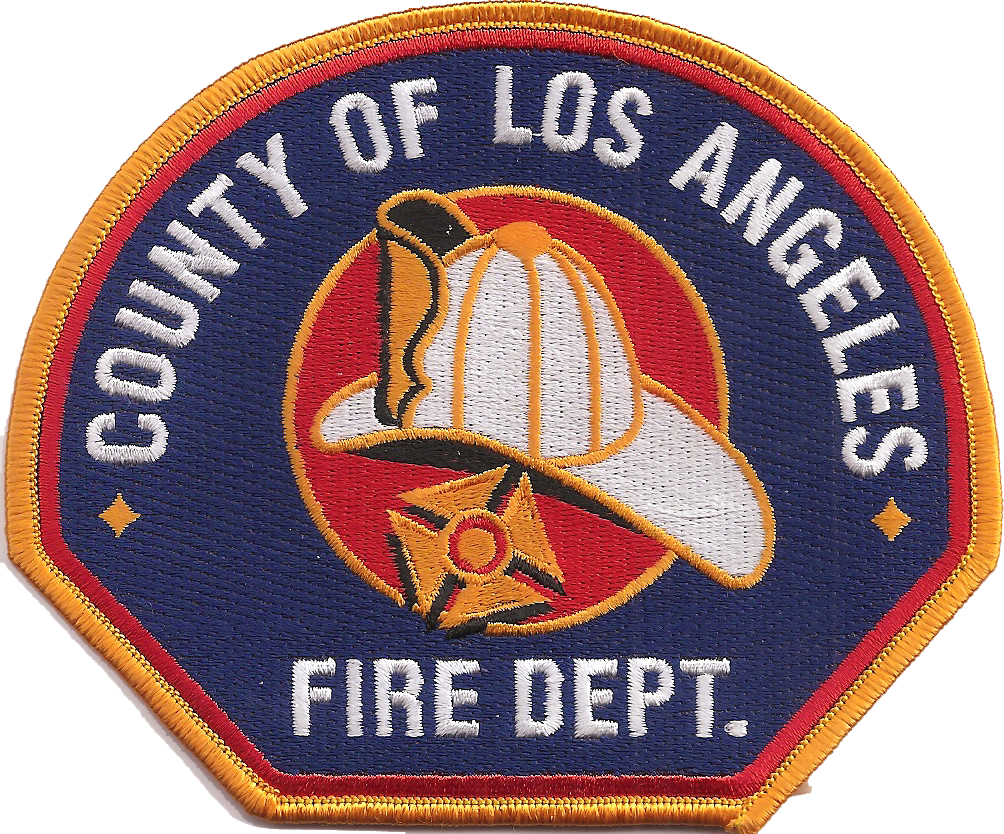
Ärmmärke för LACoFD.
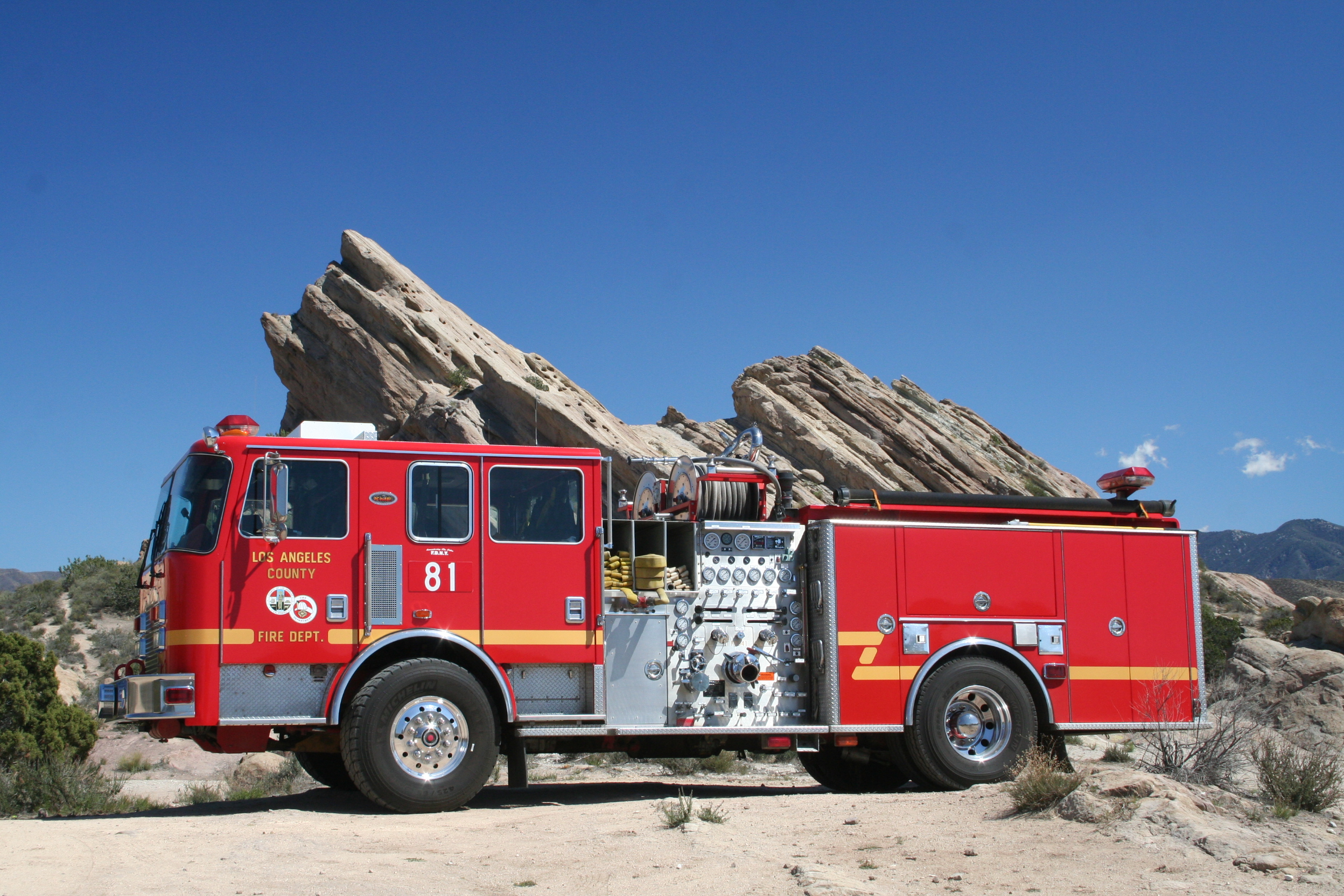
Brandfordon (släckbil) uppställd vid stenformationen Vasquez Rocks i countyts norra del.
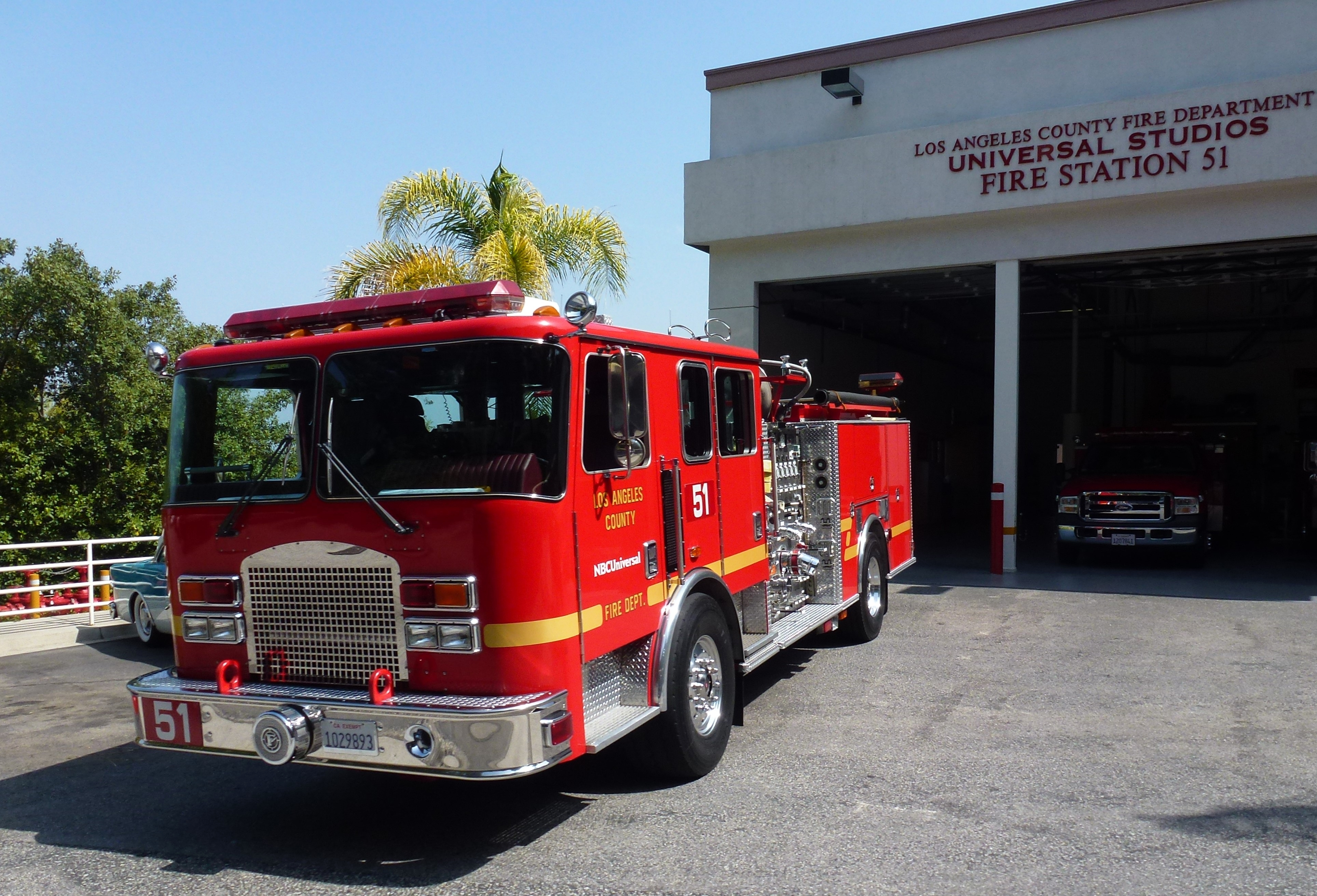
Brandstation för Universal Studios i Universal City.
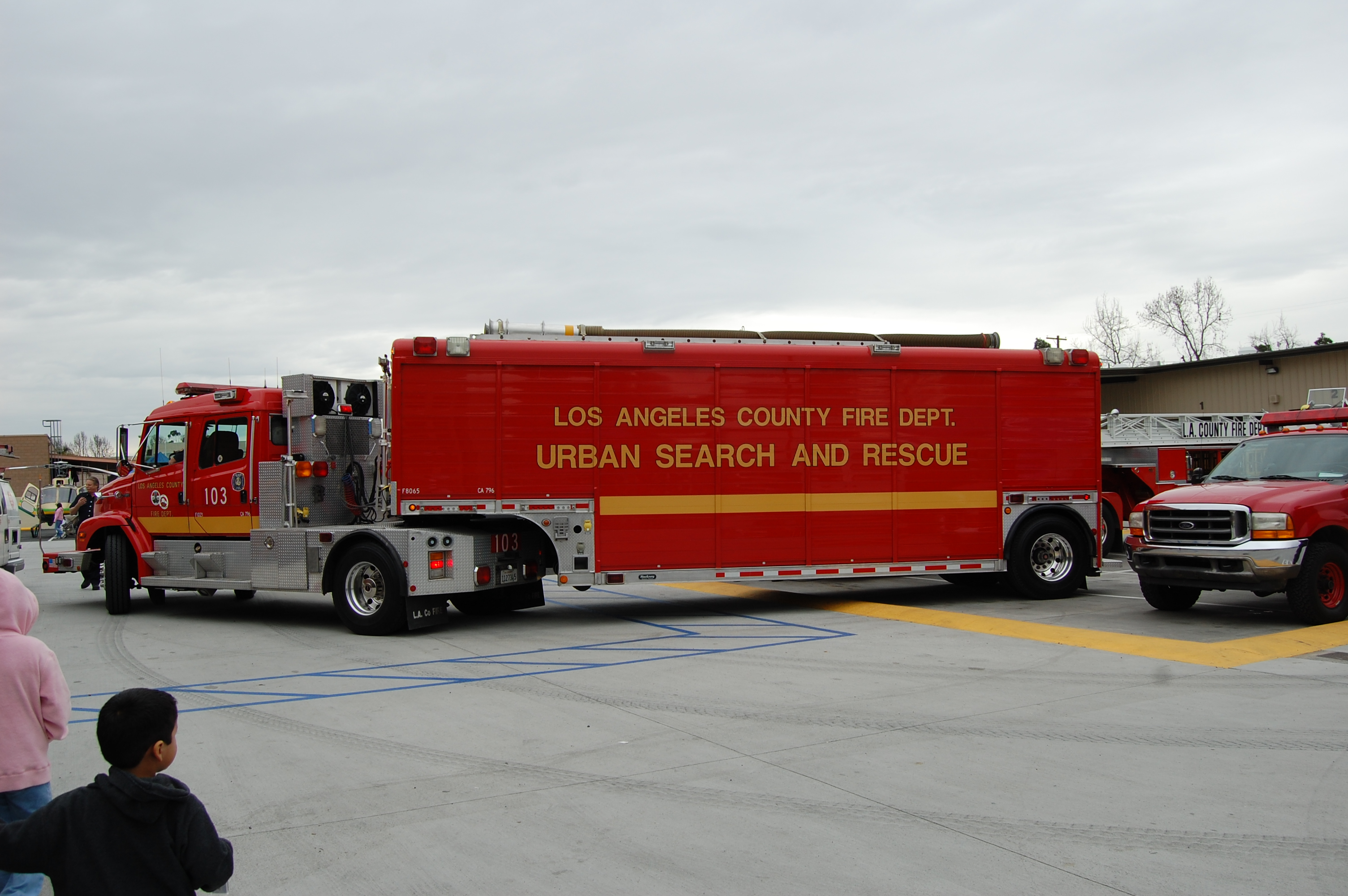
Specialfordon för urban sök och räddning.
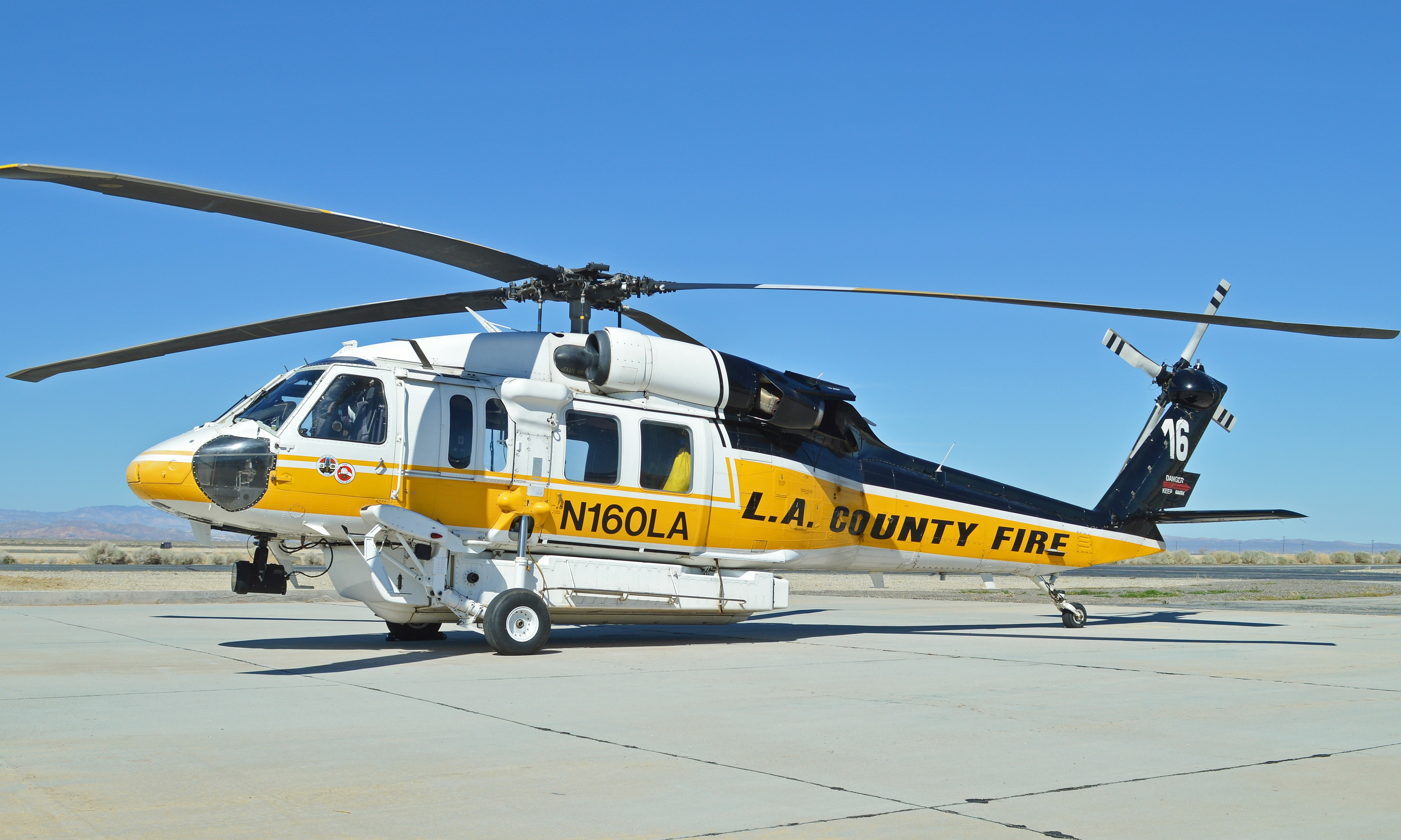
LACoFD förfogar över 10 helikoptrar av fabrikat Sikorsky S-70 med förmåga till vattenbegjutning från luften.
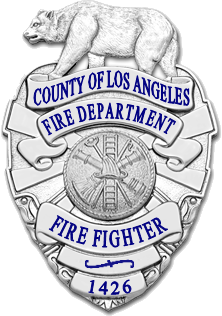
Tjänstebricka för brandman.